# Boulevard Saint-Laurent

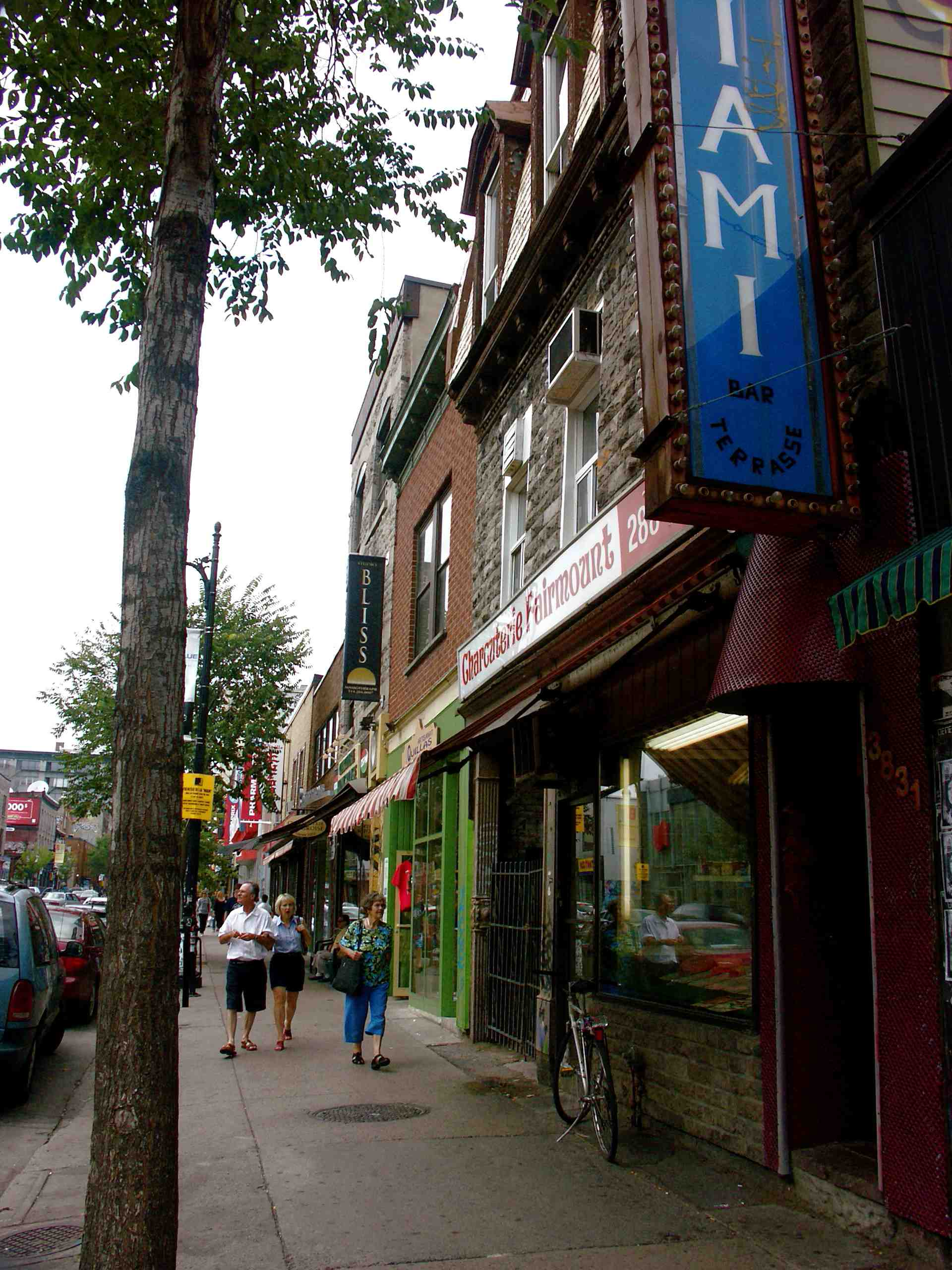
Entre a rua Prince-Arthur e a rua Duluth

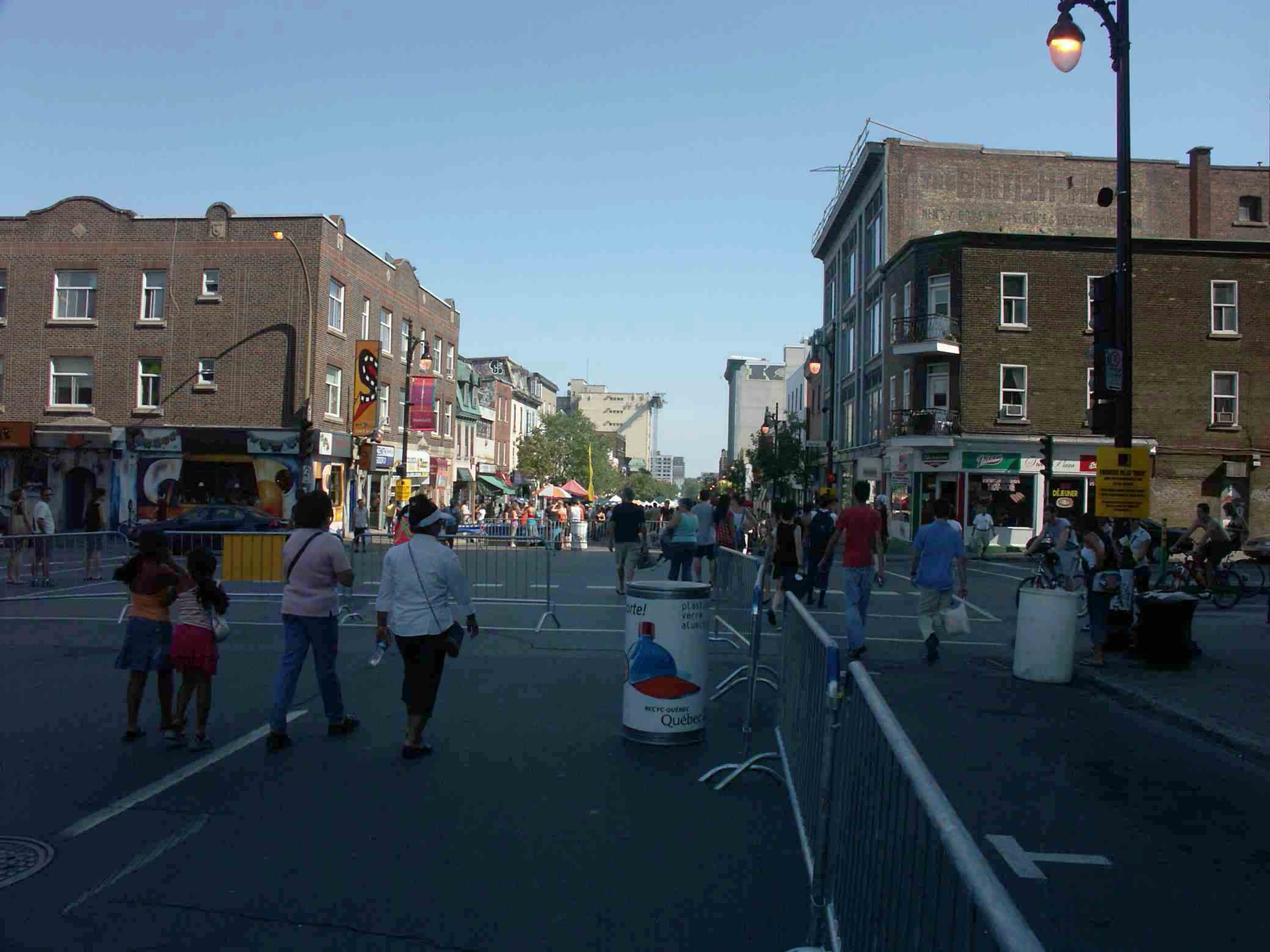
Festival Frénésie de la Main, boulevard Saint-Laurent com rua Rachel, agosto de 2005

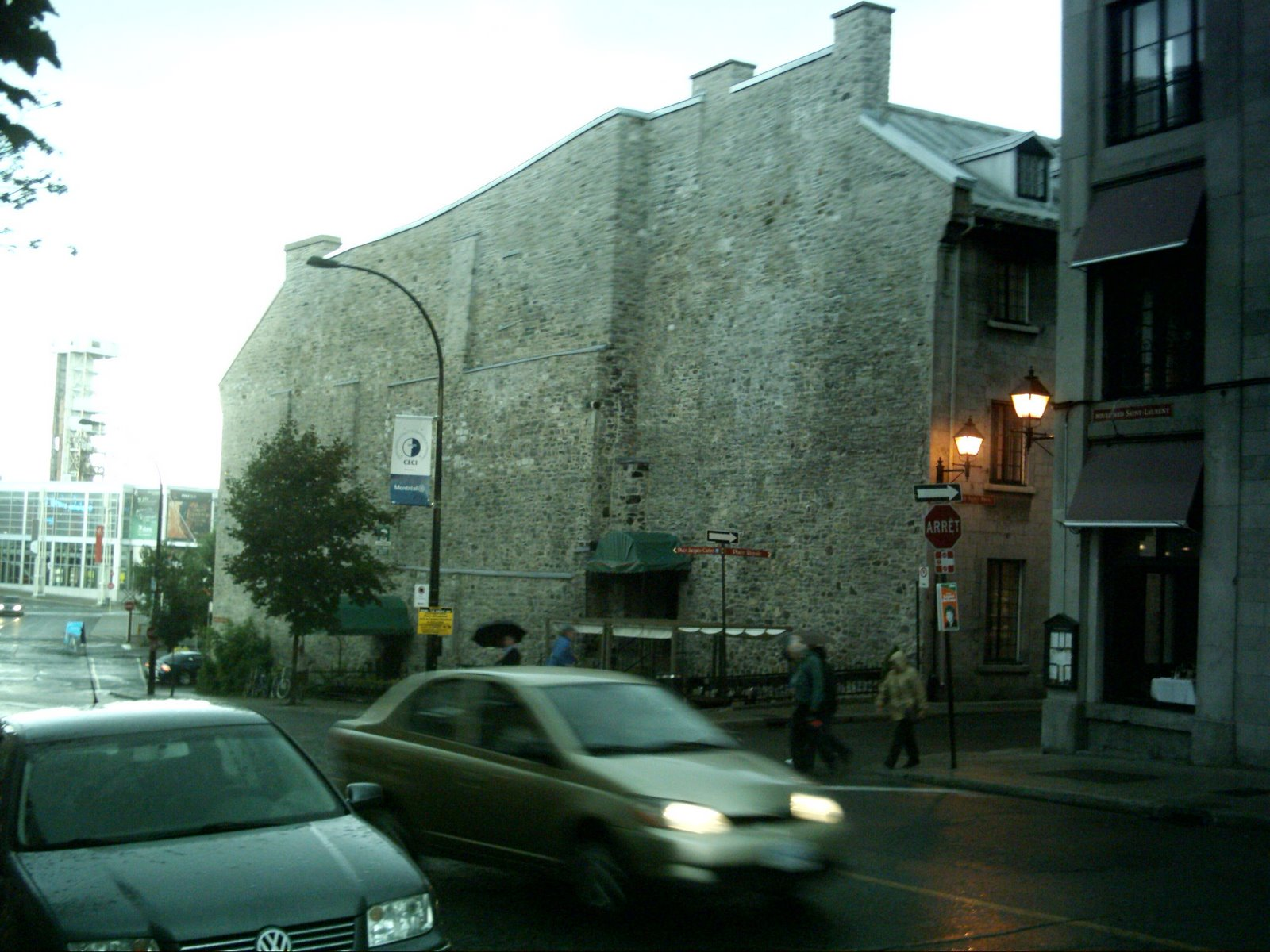
Entre as rua Commune e Saint-Paul próximo do Vieux-Port: a parede com a divisão do quarteirão.

O boulevard Saint-Laurent, também conhecido pelo por "la Main" (rua principal), é uma importante rua comercial no sentido norte-sul, na cidade de Montreal, província de Quebec, Canadá. Serviu de acolhimento a numerosos imigrantes que aí se instalaram e fundaram muitos comércios e restaurantes. Recebeu este nome em homenagem a Lourenço de Roma.

## História
O  boulevard Saint-Laurent é a via mais antiga a ter seguido rumo ao norte a partir das fortificações de Montreal, e o mais importante eixo norte-sul da cidade. Esta via, criada dentro dos muros da cidade em 1672 com o nome de rua São Lourenço, torna-se a partir da porta São Lourenço, o caminho que levava ao campo. A rua continuava em direção ao norte até a paróquia de São Lourenço, fundada em 1720.
Em 1792, com fins eleitorais, uma lei delimita de modo preciso a cidade pela primeira vez. O território constitui-se de um vasto quadrato inserido entre o rio e as atuais rua Atwater, avenida Duluth, e rua Frontenac. Já nesta época, dois terços da população residem fora da então cidade fortificada, nas periferias, e estas estavam integradas no novo território da cidade. A periferia de Saint-Lourent, ao norte, era o bairro mais populoso e o que crescia mais rapidamente. 
À época, servia de divisão entre os bairros lest e oeste, separados pela rua Saint-Laurent, e desta época também os habitantes começam a identificar-se como sendo de um ou outro bairro. Não é ainda a separação étnica, que começará com o bairro irlandês de Sainte-Anne depois de 1825.
Ao longo do século XIX, a burguesia anglófona migra em direção noroeste da antiga cidade, enquanto que a burguesia francófona vai rumo ao norte,  trabalhadores para o leste e sudoeste, e os recém-chegados instalam-se no corredor central, no eixo da rua Saint-Lourent. Algumas rua a leste acolhem recém-chegados francófonos enquanto que o lado oeste recebe os imigrantes anglófonos. Na mesma época, a indústria têxtil desloca-se lentamente para o norte, ao longo desta rua.
Em 1905 o conselho municipal da cidade dá oficialmente o nome de boulevard Saint-Laurent ao conjunto desta via. Confirma-se então que ela será o limite entre o leste e o oeste da cidade, decisão que será a origem da numeração cívica atual. Assim, a numeração das casas começa junto ao boulevard Saint-Laurent e aumentam em direção leste e oeste. Os nomes das ruas tem o sufixo Est (leste) ou Ouest (oeste) de acordo com sua direção. 
Em 1908, a congregação Notre Dame de Montreal muda-se para a esquina da rua Sherbrooke e rua Atwater. Seu convento da rua Notre-Dame, que bloqueava a então rua Saint-Laurent sentido sul seria demolido em 1911 para permitir o prolongamento da rua até o rio São Lourenço.
O boulevard Saint-Laurent permanece hoje como uma divisão simbólica entre as comunidades anglófona e bilingue (a oeste), e francófona a leste. Porém esta divisão praticamente não existe, pessoas de todos os grupos linguísticos habitam os dois lados, mesmo que os principais bairros anglófonos estejam situados a oeste. 
O boulevard Saint-Laurent foi reconhecido como um lugar histórico nacional do Canadá em 1996.

## Bairros atravessados atualmente
O boulevard Saint-Laurent é uma artéria comercial que compreende todos os estilos, de moda aos comércios étnicos especializados. Começa ao sul da cidade, no bairro Vieux-Montréal, a rua Commune. Em seu trajeto rumo ao norte, atravessa:
- o bairro chinês (entre a rua Viger e o boulevard René-Lévesque),
- o red light (ao redor da rua Sainte-Catherine), atualmente incluído no bairro dos espetáculos,
- um bairro de bares e restaurantes (entre as rua Sherbrooke e rua Duluth),
- a Petite Italie (entre as rua Saint-Zotique et rua Jean-Talon).

## Bairro da moda
Ao redor doboulevard Saint-Joseph, encontram-se butiques especializadas e salas de espetáculo independentes onde se desenvolveu no início dos anos 2000 uma cena musical florescente, como a Casa del Popolo, aa Sala Rossa, o Barfly, o El Salon, o Salão Verde (ou Green Room), o Main Hall. Vários cafés, como o Cafe Esperanza, e restaurantes se encontram aí, como o Schwartz's.

Esquina do boulevard Saint-Joseph (à esquerda) e do boulevard Saint-Laurent

Edifícios notáveis:
- Softimage
- Ex-Centris
- Bain Schubert

## Vizinhanças

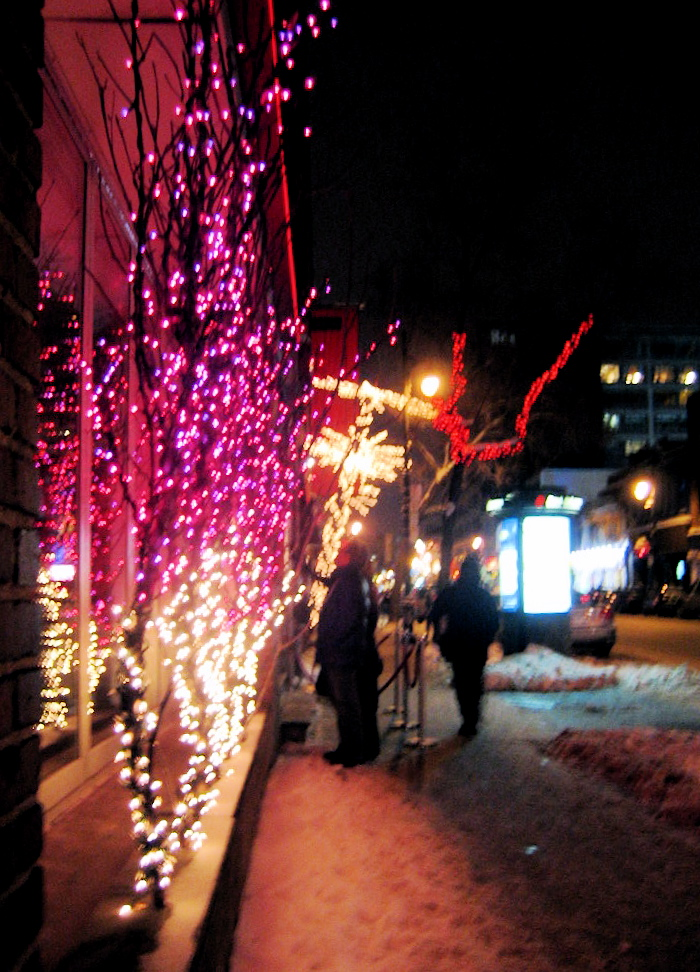
Visão noturna no inverno

A rua Prince-Arthur crusa o boulevard, ao norte da rua Sherbrooke. O trecho da rua Prince-Arthur a leste do boulevard e até o parque Saint-Louis é uma rua de pedestres, onde encontram-se muitos restaurantes e butiques, bares e cafés. Possui grande vocação turística durante a estação quente. 